# 草津市立プール
草津市立プール（くさつしりつプール）は、滋賀県草津市にある公営プールである。当施設には指定管理者制度を導入し、命名権によりインフロニア草津アクアティクスセンター（インフロニアくさつアクアティクスセンター）という愛称が付いている。

## 概要
草津市は、2018年（平成30年）に、2025年（令和7年）開催予定の第79回国民スポーツ大会（国スポ）および第24回全国障害者スポーツ大会（障スポ）の競技会場として、また、国スポ・障スポ後の施設利用を見据えて、「スポーツ環境の充実」・「新たなにぎわいの創出」・「スポーツ健康づくりの推進」を実現し得る施設として、草津市立プールを整備することにした。
1年を通して利用できる50 ｍプール（屋内、水深3 ｍ）は西日本で4か所目であるが、プールを4分割し、それぞれの水深設定を可能としたプールは国内初である。また、屋内飛込プールも1年を通して利用できるが、これは西日本では唯一である。ちなみに、飛込競技等のドライランド（屋内練習場）は国内最大規模である。
当初は2024年（令和6年）6月に供用を開始する予定であったが、飛び込み競技用プールの水深変更に伴う工期延長のため、その予定日を同年8月1日に変更した。当プールは同日から供用を開始している。

## 歴史
- 2018年（平成30年）11月 - 草津市が「草津市立プール整備基本計画」を発表する[13]。
- 2021年（令和3年）10月 - 造成工事を開始する[2]。
- 2022年（令和4年） 
  - 3月 - 造成工事が完了する[2]。
  - 4月 - プール施設の建設工事を開始する[2]。
  - 12月6日 - 地下ピットで火事が発生し、資材の一部（プラスチック製仮設材約1,000枚および木製の型枠板）を焼損[注 5]したが、けが人は出なかった[15]。火事となった原因は、溶接時に発生した火花がプラスチック製の仮設材に燃え移ったことである[15]。
- 2023年（令和5年）10月 - 飛び込み競技用プールの水深変更に伴い、建設費が約8億2千万円増となることを公表[5][6]。これに伴い、供用開始時期[注 6]に遅れが生じた。

- 2024年（令和6年）

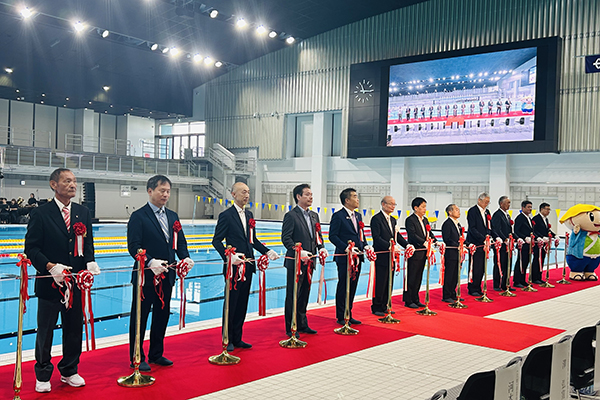
2024年7月27日の開館記念式典

  - 1月22日 - 前田建設工業関西支店との間で命名権契約を締結し、愛称を「インフロニア草津アクアティクスセンター」にすることを草津市が発表する[9][10]。なお、契約期間は同年7月1日 - 2029年（令和11年）3月31日である[9]。
  - 6月 - プール施設が竣工する。
  - 7月27日 - オープニングイベント（開館記念式典）を開催し[17][18][19][20]、翌28日 - 31日に内覧会を開催した[19]。オープニングイベント（開館記念式典）には乾友紀子も参加し、アーティスティックスイミングの模範演技を披露した[17][18]。乾は同競技の体験会にインストラクターとして参加している[21]。
  - 8月1日 - 供用開始[3][12]。
  - 8月9日 - 第71回全国国公立大学選手権水泳競技大会（同月11日まで）の会場となる[注 7][7][22]。以降の主要大会の開催実績は「主な大会」を参照。
- 2025年（令和7年） - 第79回国民スポーツ大会および第24回全国障害者スポーツ大会の水泳競技会場となる予定。

（当施設建設時の資料〈施設外観の定点観察〉：）

## 施設
各施設とも、屋内に集約されている。構造に関する情報は後述。

### プール
プールは50 m、25 m、飛び込みの3面。いずれも温水プールで通年の利用が可能。
50 mプール
- 日本水泳連盟公認50 m競泳プール（国内プールAA規格）[25]
- 50 m競泳用10コース（稼動壁により25 mの使用も可能）
- 水深：0 mから3.0 m（可動床や壁で水深を調整可能）[24]

25 mプール
- 25 m競泳用6コース
- 水深：1.1 mから 1.35 m[24]
- 大会時にはウォーミングアップ用のプールとしても使用[24]。

飛び込みプール
- 水深：4.5 m（変更前の水深：3.75 m）[26]、5 m（変更前の水深：4.15 m）[26]
- 高飛び込み台（高さ5 mから10 m）、板飛び込みの板4基（1 mと3 m）を備える[24]。
- プール底面には圧縮空気により気泡を起こし、飛び込み時の衝撃を軽減させるバブルマシーンを設置[24]。

### その他
- オープンスペース - 健幸ステーション[注 8]を併設。
- スタジオ - 2面設置されており、ヨガ教室など多様なプログラムに対応[24]。
- トレーニングルーム - ランニングマシーンやストレッチマシンを完備[24]。
- ドライランド - 飛込競技者などが練習する施設[12]。屋内にある同練習施設は当施設が国内最大規模である[12]。トランポリンやスポンジ状のブロックを敷き詰めたピットがあり、陸上で技の練習ができるようになっている[24]。
- 監視員室
- 審判控室
- 放送・記録員室
- 記者室
- 会議室
- 更衣ロッカー室
- シャワー室
- 医務室
- 事務室
- 器具庫

## 構造
- 鉄筋コンクリート造（一部鉄骨造） 地下1階、地上3階[2]
- 建築面積：8,539.2 m2[2]
- 延床面積：14,746.0 m2[2]
- 観客席：固定席 - 約1,300席、仮設席 - 約1,200席[1]

## 主な大会
- 第71回全国国公立大学選手権水泳競技大会（2024年8月9日 - 8月11日）[7][22]
- 全国JOCジュニアオリンピックカップ水泳競技大会（2024年8月22日 - 8月25日）[29]
- 日本選手権水泳競技大会飛込競技（2024年8月30日 - 9月1日）[29]

以下の各大会はすべて当施設で開催する予定である。
- 第8回近畿高等学校新人水泳競技大会（2024年10月12日 - 13日）
- 第11回日本マスターズ水泳スプリント選手権大会 WEST（2024年11月16日 - 17日）
- 第41回日本パラ水泳選手権大会（2024年11月9日・10日）
- 第3回いずみ21オープン（2024年12月14日・15日）
- 第79回国民スポーツ大会（2025年9月6日 - 9月15日）
- 令和8年度全国高等学校総合体育大会（2026年度）

## アクセス
鉄道
- JR琵琶湖線（東海道本線）・JR草津線草津駅
  - 同駅よりまめバス「野村運動公園口」停留所下車、徒歩すぐ[12]。
  - 同駅よりタクシー約5分。
  - 同駅西口より徒歩10分、滋賀県草津警察署の隣[12]。

自動車
- 新名神高速道路草津田上インターチェンジ下車、約15分。  - （駐車場：175台[12]）

## 利用情報
- 住所：滋賀県草津市西大路町13番10号[12]
- 営業時間：9時00分 - 21時00分[1]
- 定休日：木曜と年末年始（12月29日 - 翌年1月3日）[1]。ただし、草津市の市立小学校・中学校の夏休み期間中は開場[1]。
- 利用料：有料[12]
- 備考：大会を開催する日とその前後を貸切営業とした場合および合宿などで貸切利用となった場合は一般利用を休止することがある[32][33][34]。